# Matthew Fox (cyclisme)
Ne doit pas être confondu avec Matthew Fox.
Pour les articles homonymes, voir Fox.
Matthew Fox, né le 28 septembre 2002, est un coureur cycliste australien.

## Biographie
Matthew Fox est né en Grande-Bretagne, près de Leeds. À l'âge de cinq ans, il déménage avec sa famille du côté d'Adélaïde, au sud de l'Australie. Il commence le cyclisme sur ses nouvelles terres par le BMX. D'abord cantonné à cette discipline, il finit toutefois par se tourner vers le cyclisme sur route durant la pandémie de Covid-19, après avoir aussi essayé le VTT et le cyclo-cross.
En 2022, il décide de revenir au Royaume-Uni pour concourir sur le circuit britannique. Rapide au sprint, il obtient plusieurs victoires et diverses places d'honneur. Il court également pour le club néerlandais Jegg-DJR Academy en 2023. Avec cette structure, il s'impose sur une épreuve régionale belge. Il finit par ailleurs troisième d'une étape de La SportBreizh et du Tour de Namur. 
Pour la saison 2024, il intègre le CC Étupes, après avoir contacté le directeur sportif Melvin Rullière. Au mois de janvier, il reprend la compétition aux championnats d'Australie espoirs, où il se classe deuxième du critérium et troisième de la course en ligne. Il pose ensuite ses bagages dans l'Hexagone, malgré un accident survenu à l'entraînement. Chez les amateurs, il se distingue en remportant une étape de l'Estivale Bretonne ainsi que le Tour de Côte-d'Or. Il termine également deuxième du Tour de la Manche et du Tour de Moselle, troisième du Grand Prix de Charvieu-Chavagneux et du Saint-Brieuc Agglo Tour, ou encore quatrième de la première étape de la Ronde de l'Oise. 
En dépit de ses bons résultats, il ne parvient pas à décrocher un contrat professionnel en 2025. Matthew Fox s'engage néanmoins avec le VC Rouen 76, qui accède au niveau continental. Il effectue sa reprise sur le continent océanien, sous les couleurs de la sélection nationale australienne. On le retrouve ainsi au départ de la Surf Coast Classic, où il se classe douzième. 

## Palmarès et résultats

### Par année
| - 2023 - 2e et 3e étapes de la Rás Tailteann - Ilkley Grand Prix - 2e de l'Otley Grand Prix - 2e du Dudley Grand Prix - 2e du Newark Grand Prix - 2024 - Nocturne de Mâcon - 2e étape de l'Estivale Bretonne - Classement général du Tour de Côte-d'Or - 2e du championnat d'Australie du critérium espoirs - 2e du Tour de la Manche - 2e du Tour de Moselle - 3e du championnat d'Australie sur route espoirs - 3e du Grand Prix de Charvieu-Chavagneux - 3e du Saint-Brieuc Agglo Tour | - 2025 - Circuit des plages vendéennes : - Classement général - 1re étape - Grand Prix de Saint-Hilaire-du-Harcouët - Souvenir Louison-Bobet - Grand Prix Gilbert-Bousquet - 2e étape de l'Essor Breton - Grand Prix des Boucles Luneraysiennes - 1re étape du Tour du Pays Roannais - 2e étape du Tour des Deux-Sèvres - 2e de la Boucle de l'Artois - 2e de La Gainsbarre - 2e du Prix des Grandes-Ventes |  |

### Classements mondiaux
| Année                                 | 2024  |
| ------------------------------------- | ----- |
| Classement mondial                    | 1709e |
| UCI Oceania Tour                      | 77e   |
|                                       |       |
| Légende : nc = non classéSource : UCI |       |